# 島袋光年
島袋光年（1975年5月19日—），日本男性漫畫家，出生於日本沖繩縣那霸市，血型為O型。

## 作品

### 世紀末領袖傳
島袋光年在《週刊少年Jump》連載的漫畫《世纪末领袖傳》大受讀者歡迎，並於2001年獲第46屆小學館漫畫獎兒童部門獎。2002年，他因與一名高中女生援助交際遭逮捕，《世紀末領袖傳》因此被迫完結。

### RING
2004年島袋光年於以於《Super Jump》連載的新作品《RING》復出，該作於2005年發行的第3卷結束。

### 美食獵人TORIKO
《美食獵人TORIKO》在2008年5月開始《週刊少年Jump》上連載，該作於2016年發行的第43卷結束。並在2011年春季推出動畫。

## 經歷
2002年8月7日、島袋在約會網站認識了16歳的女子高校生，並以8萬日圓進行援助交際，神奈川縣警以兒童買春禁止法逮捕島袋，結果連載中的『たけし』被停止連載。
逮捕的次月預定發售的最新單行本也被中止，同年在『週刊少年ジャンプ』39号刊登謝罪文。
同年8月28日被起訴
翌日8月29日又因為與另外2位16歲的女子高校生援助交際，於是再被以兒童買春禁止法逮捕。
同年10月29日横浜地方法院判決懲役2年・緩刑4年。
- 1997年 《世紀末領袖傳》連載開始。
- 1998年 《Jump Festa》上映《世紀末領袖傳 外傳》
- 2000年 小學館漫畫獎受獎。
- 2002年 《世紀末領袖傳》連載結束。
- 2004年 《RING》連載開始。
- 2005年 《世紀末領袖傳完結編》連載開始，《RING》連載結束。
- 2007年 《週刊少年JUMP》52号，短篇《美食獵人TORIKO》掲載。
- 2008年 《週刊少年JUMP》25号《美食獵人TORIKO》連載開始。
- 2009年 《美食獵人TORIKO》入圍第二屆漫畫大獎
- 2009年 《Jump Festa》上映《美食獵人 TORIKO OVA》
- 2010年 《Jump Festa》上映《美食獵人 TORIKO OVA》
- 2011年 《美食獵人 TORIKO 3D 開幕！美食大冒險！！》上映
- 2011年 《美食獵人 TORIKO》動畫化
- 2013年 《美食獵人 TORIKO劇場版：美食神的超食寶的食材》上映
- 2016年 《週刊少年JUMP》51号《美食獵人TORIKO》連載結束。
- 2017年 《最強JUMP》5月號，短篇《笑いの王子ぺんぺんぺん》掲載。
- 2018年 《週刊少年JUMP》21·22合併號，短篇《BUILD KING》掲載。
- 2018年 《週刊少年JUMP》46號，短篇《持ち込みのすすめ》掲載。
- 2020年 《週刊少年JUMP》50號《BUILD KING》連載開始。
- 2021年 《週刊少年JUMP》19號《BUILD KING》連載結束。
- 2022年《週刊少年JUMP》18號《魔界刑事マリボー》掲載
- 2022年《最強Jump》5號《グーグー！グッドマン‼》掲載
- 2023年《週刊少年JUMP》6・7號號《ラックラック》掲載
- 2023年《少年Jump+》《ヤバイ》掲載

## 作品列表

### 連載
- 世紀末領袖傳！（日语：世紀末リーダー伝たけし!） - 《週刊少年Jump》（1997年 - 2002年） → 《Super Jump》（2005年14号 - 2005年23号）台灣青文出版社代理
  - 世紀末領袖傳！外傳（日语：世紀末リーダー外伝たけし!）（短篇集、全1卷）
- RING-飛輪王-（日语：RING (島袋光年の漫画)） - 《Super Jump》（2004年 - 2005年）台灣東販出版社代理
- 美食獵人TORIKO - 《週刊少年Jump》（2008年 - 2016年、全43卷）台灣東立出版社代理
  - 美食獵人外傳（短篇集、全1卷）台灣東立出版社代理
- BUILD KING - 《週刊少年Jump》（2020年 - 2021年、全3巻）

## 助手
- 佐佐木健
- 西公平 （页面存档备份，存于）